# Newburgh (Fife)
Newburgh ist eine Ortschaft in der schottischen Council Area Fife. Sie liegt rund zwölf Kilometer südöstlich von Perth und 18 Kilometer südwestlich von Dundee am Kopf des Firth of Tay.

## Geschichte
Die frühe Entwicklung Newburghs ist mit dem östlich gelegenen Kloster Lindores Abbey verknüpft. Im Jahre 1266 versetzte der schottische König Alexander III. Newburgh in den Stand eines Burghs of Barony. 1631 folgte dann die Aufwertung zu einem Royal Burgh. Hiermit entwickelte sich Newburgh zu einem Marktort und beheimatete im 18. Jahrhundert einen der zwei bedeutendsten Häfen Fifes zum Umschlag von Flachsfaser. Im Laufe des 19. Jahrhunderts siedelten sich Leinen-, Jute- und Linoleum-produzierende Betriebe in Newburgh an. Des Weiteren besaß die Lachsfischerei einige Bedeutung. Heute sind Textil- und Bauunternehmen in einem kleinen Gewerbegebiet angesiedelt.
Das rund 2,5 Kilometer südlich gelegene Herrenhaus Pitcairlie House entwickelte sich ab dem 16. Jahrhundert.
Die am 31. Dezember 1660 geschaffene Würde eines Earl of Newburgh im Peerage of Scotland ging über weibliche Erbfolge an die italienischen Fürsten Rospigliosi über, deren heutiger Chef Filippo Giambattista der 12. Earl ist.

## Verkehr
Durch Newburgh verläuft die A913 (Aberargie–Cupar) und bindet die Ortschaft direkt an das Fernstraßennetz an. Am 18. Mai 1848 eröffnete die North British Railway einen Bahnhof in Newburgh. Während der Bahnhof im September 1955 geschlossen wurde, ist die Bahnstrecke weiter in Betrieb.